# Anghinare
Anghinarea (Cynara scolymus) este o specie de plante erbacee perenă, din familia compozitelor (ciulini), genul Cynara, care înflorește vara—toamna, originară din regiunea mediteraneeană, cultivându-se pentru solzii cărnoși ai inflorescenței și pentru receptaculii florali care sunt comestibili.

## Caractere morfologice
- Tulpina este dreaptă și ramificată.
- Frunzele sunt mari spinoase, de culoare verde-albicioasă pe dos.
- Florile sunt roșii-violacee dispuse în capitule mari (circa 14 cm lățime), receptacul mărit și cărnos, comestibil, sepale late, îngroșate, la bază fără spini.[1]

## Cultivare
Înmulțirea se face prin însămânțare, în răsadnițe semicalde, în februarie, iar în aprilie se plantează afară sau prin divizare, după înflorire. Cer un sol bogat, luto-humos, poziție însorită. Iarna se protejează de ger.

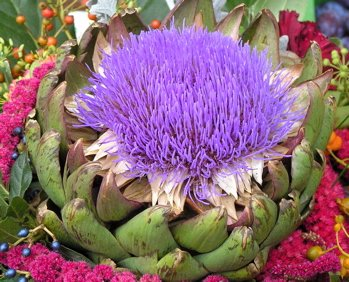
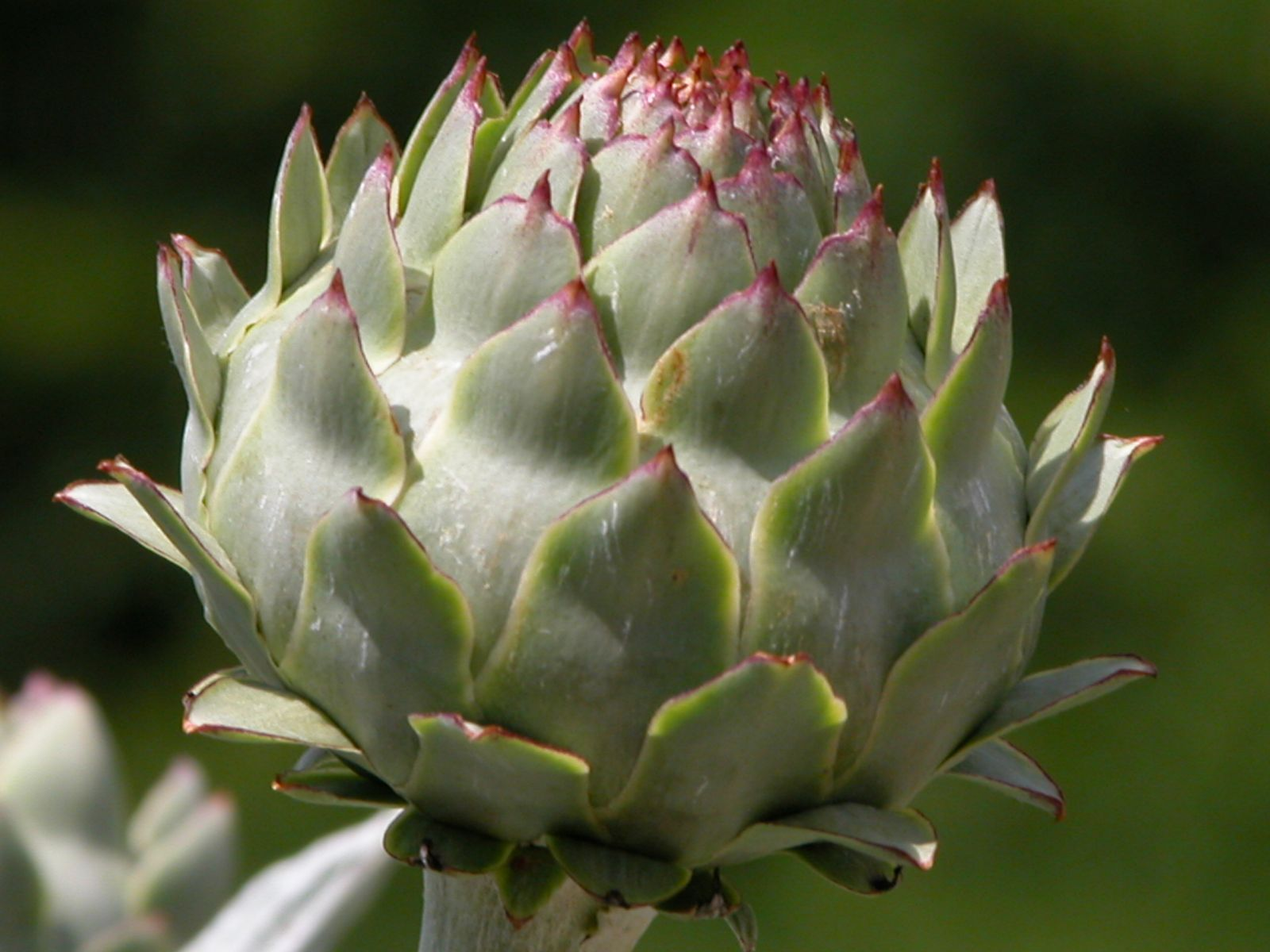
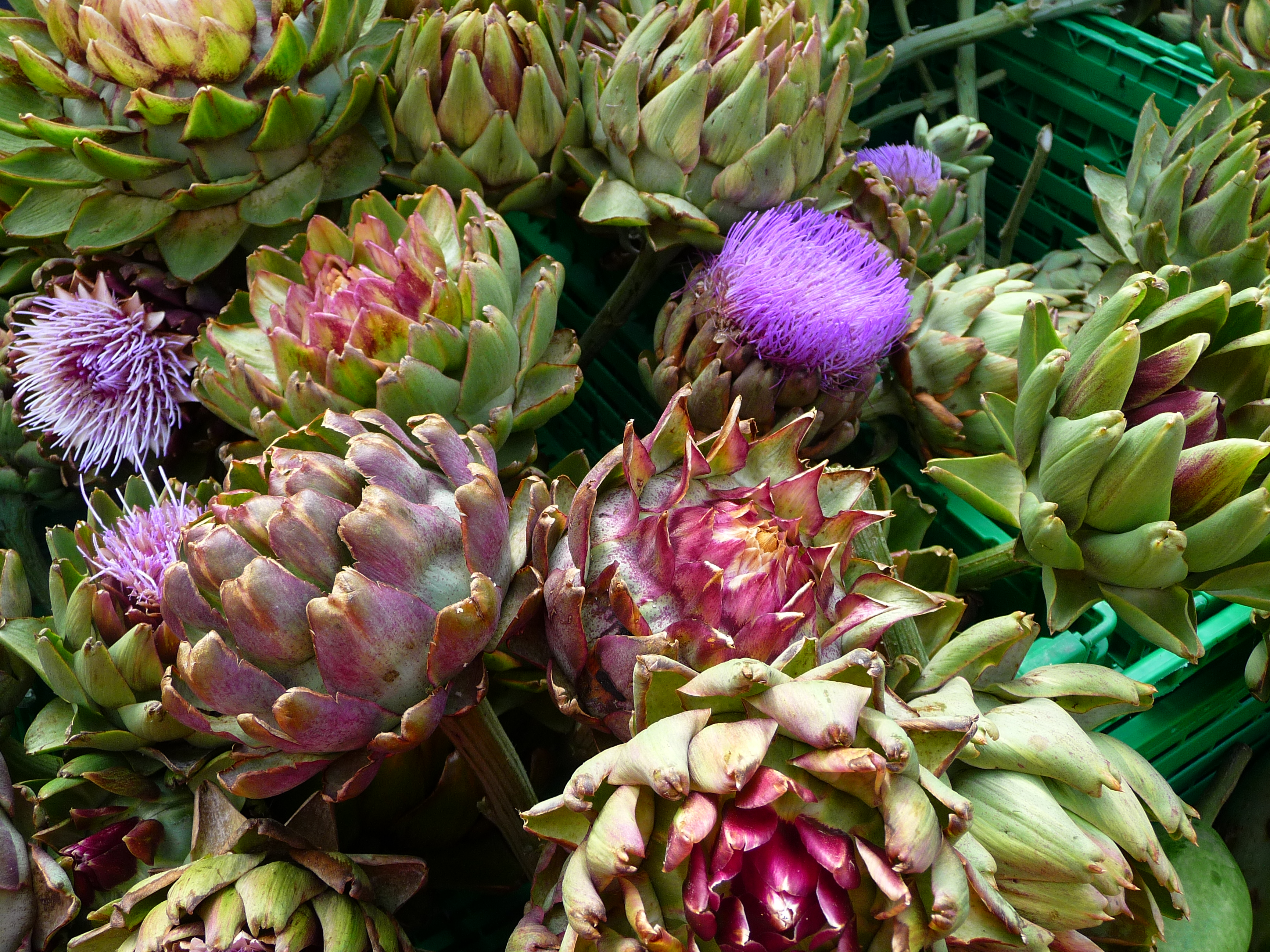
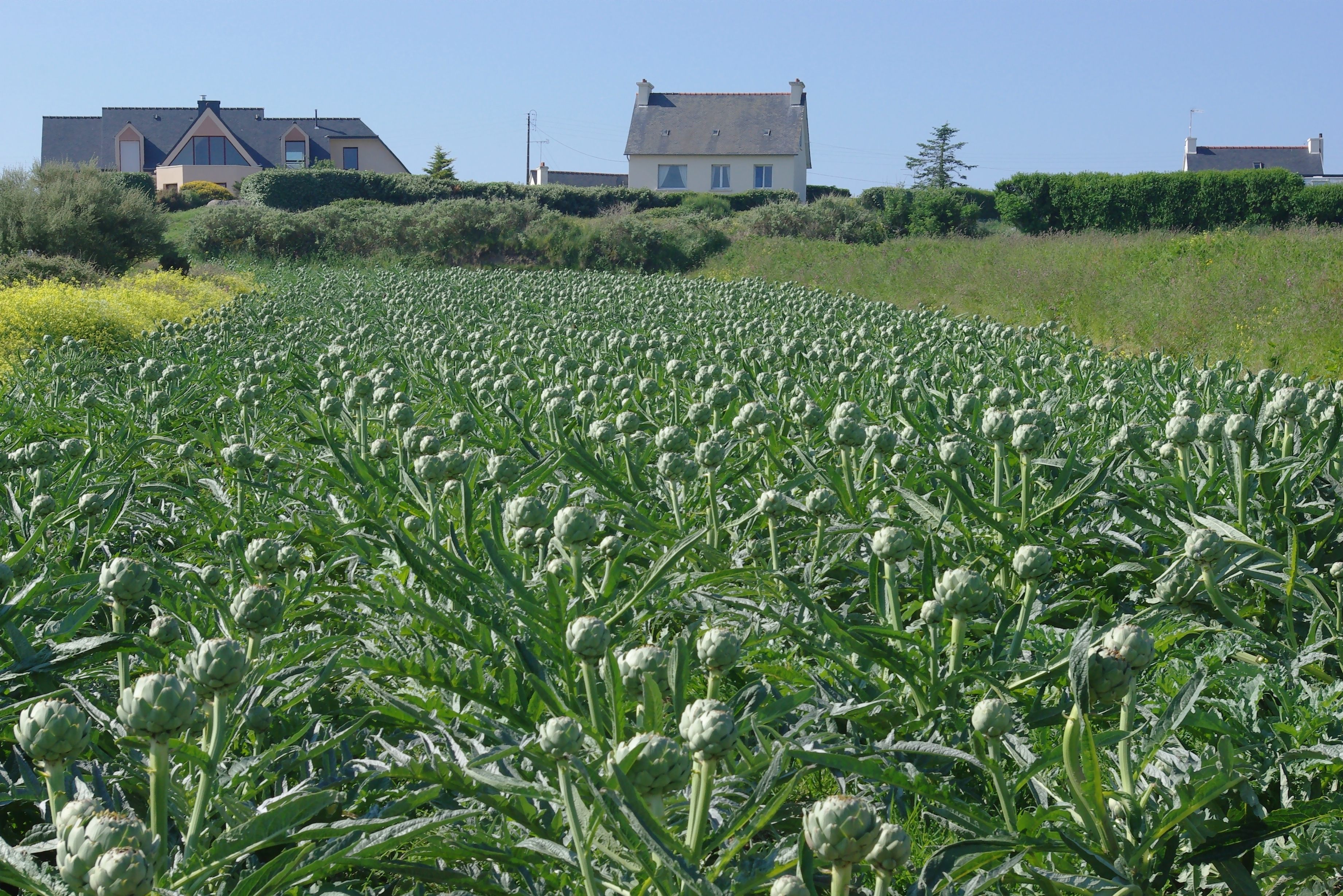

## Substanțe active importante
Anghinare conține cinarină, oxidaze, polifenoli, flavone, vitaminele A, B, C, mangan, fosfor, fier, lipide, zaharuri. Anghinarea este de asemenea și o importantă sursă de fibre, de inulină - substanță care stimulează sistemul imunitar, facilitează tranzitul intestinal, crește asimilarea magneziului și a calciului în organism.

## Utilizare

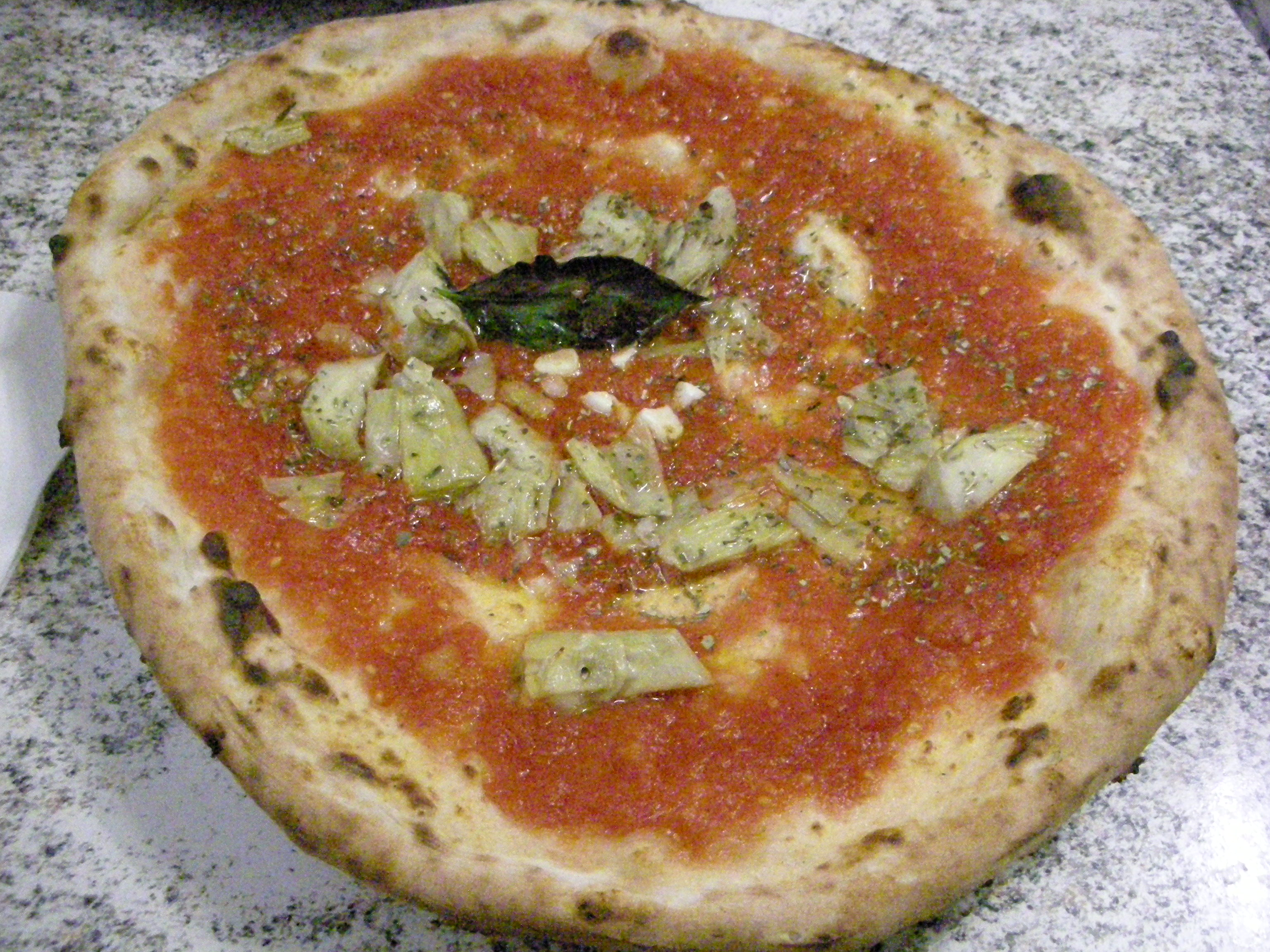
Anghinarea se folosește în gastronomie - pizza.

Anghinarea se folosește în gastronomie, în terapii, dar poate fi întâlnită și ca plantă ornamentală.
Bulbul florii se folosește cu un succes aparte în Spania și Italia în gastronomie. În Sicilia există chiar o sărbătoare închinată anghinării când se mănâncă doar preparate cu anghinare de ordinul zecilor.
În Spania, mai ales în regiunea Navarra, perioada recoltării bulbului de anghinare și a altor verdețuri ale aceluiași anotimp se consideră sărbătoare a regiunii de Navarra, iar toate mâncărurile preparate în restaurante și în casele din Navarra se fac cu respectivele verdețuri, printre care anghinarea este un ingredient principal.
În medicina naturistă, la prepararea produselor naturale pe bază de anghinare, se utilizează rădăcinile și frunzele. Toate aceste produse sunt considerate remedii naturale excelente în tratarea și vindecarea diverselor afecțiuni ca de exemplu: afecțiuni hepatice, afecțiuni ale circulației sangvine și afecțiuni renale.

De asemenea, anghinarea mai poate fi consumată și în stare proaspătă, fiind astfel apreciată pentru efectele ei vindecătoare în tratarea diareei cronice în special, precum și în tratarea diabetului, hemoroizilor, vomismentelor și migrenelor.

Preparatele naturale din aghinare ajută la vindecarea constipației (sucul de anghinare), afecțiunilor ficatului (ceai de anghinare), reumatismului (ceai de anghinare).

## Recomandări
Anghinarea nu este recomandata mamelor care alăptează (pentru că planta conține o enzimă care stopează secreția de lapte), persoanelor care suferă de afecțiuni acute hepato-biliare și renale.